# Dušan Borković
Dušan Borković, cyr. Душан Борковић (ur. 16 września 1984 w Pančevie) – serbski kierowca wyścigowy, a także polityk.

## Życiorys

### Kariera sportowa
W 1994 zaczął trenować w zawodach kartingowych. Karierę w wyścigach samochodowych rozpoczął w 2002 od startów krajowych w Serbii. W pierwszym sezonie występów zdobył tytuł wicemistrza serii. W latach 2005–2008 zajmował pierwsze miejsca w klasyfikacji generalnej tych zawodów. W 2010 był najlepszy w mistrzostwach Serbii w wyścigach górskich. W latach 2011–2012 startował w mistrzostwach Europy w wyścigach górskich, zdobywając kolejno tytuły wicemistrza i mistrza.
W 2013 startował w European Touring Car Cup w klasie S2000, gdzie odniósł jedno zwycięstwo i sześciokrotnie stawał na podium. Z dorobkiem 48 punktów uplasował się na trzeciej pozycji w klasyfikacji generalnej. Na sezon 2014 Serb podpisał kontrakt z hiszpańską ekipą Campos Racing na starty w World Touring Car Championship. Wystąpił łącznie w dziewiętnastu wyścigach, w ciągu których raz stanął na podium – był drugi w drugim wyścigu w Japonii. Uzbierał łącznie 41 punktów, które zapewniły mu czternaste miejsce w końcowej klasyfikacji kierowców. W 2015 ponownie startował w European Touring Car Cup w klasie samochodów jednej marki. Wygrał dziewięć wyścigów, łącznie dziewięciokrotnie plasował się na podium. Wywalczył 110 punktów, zwyciężając w klasyfikacji generalnej. W tym samym sezonie wystartował też w dwóch pierwszych wyścigach z cyklu World Touring Car Championship (jako zawodnik Proteam Racing). W 2016 wziął udział w cyklu TCR International Series w ramach zespołu B3 Racing Team Hungary, zajmując siódme miejsce w klasyfikacji końcowej.

### Działalność polityczna
W 2016 przyjął propozycję Serbskiej Partii Postępowej wystartowania z jej listy w wyborach parlamentarnych. Otrzymał wysokie miejsce na liście wyborczej SNS, uzyskując mandat poselski do Zgromadzenia Narodowego Republiki Serbii.

## Statystyki
| Sezon | Seria                          | Zespół                      | Wyścigi | Zwycięstwa | PP | NO | Podium | Punkty | Pozycja |
| ----- | ------------------------------ | --------------------------- | ------- | ---------- | -- | -- | ------ | ------ | ------- |
| 2013  | European Touring Car Cup       | Nis Petrol Racing Team      | 9       | 1          | 0  | 2  | 6      | 48     | 3       |
| 2014  | World Touring Car Championship | Nis Petrol by Campos Racing | 19      | 0          | 0  | 0  | 1      | 41     | 14      |
| 2015  | European Touring Car Cup       | Nis Petrol Racing Team      | 12      | 5          | 3  | 4  | 9      | 110    | 1       |
| 2015  | World Touring Car Championship | Proteam Racing              | 2       | 0          | 0  | 0  | 0      | 0      | 25      |
| 2016  | TCR International Series       | B3 Racing Team Hungary      | 18      | 0          | 2  | 1  | 6      | 161    | 7       |